# Moneta ossidionale
Moneta ossidionale è il termine usato in numismatica per indicare una moneta di emergenza coniata durante un assedio (dal latino obsidium, assedio).
Era uso tra i romani ricompensare i comandanti che liberavano truppe assediate con una corona obsidionalis o graminea.
Si trattava generalmente di monete coniate per pagare il soldo alle truppe. La caratteristica più rilevante di queste monete è l'irregolarità, nella forma ma anche del valore, spesso non in linea con lo standard monetario usato in genere nell'area, né corrispondente al contenuto in metallo. Esse venivano coniate sia dagli assediati sia, più raramente, dagli assedianti. Spesso a causa della carenza del metallo da coniazione, sono state fatte anche coniazioni con materiale non metallico come il cuoio o la carta. Per il loro valore intrinseco (proprio del metallo), solitamente inferiore al valore nominale, venivano prontamente ritirate dopo gli eventi bellici.
Le prime testimonianze delle monete ossidionali si hanno solo dal XVI secolo; sono molto numerose fra il XVI e il XlX secolo. Le più antiche monete ossidionali che si conoscano furono battute nella guerra d'Italia del 1521-1526, in occasione degli assedi francesi di Pavia e di Cremona.

## Italia
Negli Stati italiani furono coniate monete ossidionali in occasione dei seguenti assedi: Famagosta (1570), Roma (1527), Nizza (1543), Alessandria (1746), Candia (1646-47, 1650), Casale (1628-30), Catanzaro (1528), Cremona (1526), Cuneo (1641), Lecco e Musso (1531-1532), Mantova (1629-1630), Mirandola (1704-05), Modena (1704-05), Napoli (1648), Novara (1495), Pavia (1524), Sabbioneta (1707), Forte Urbano (1706-09), Venezia (1813-14), Vercelli (1617-1638), Corte (1736).
Più note sono le monete coniate intorno alla fine del XVIII e nella prima metà del XIX secolo; in questo periodo le città afferenti ad ambito italiano che coniarono monete ossidionali furono:
- Mantova nel 1796-1797
- Mantova nel 1799
- Malta e Roma nel 1799
- Zara e Cattaro nel 1813 e Palmanova nel 1814.
- Mantova e di nuovo Roma rispettivamente nel 1848 e 1849

A Mantova, assediata dai francesi nel 1796/97, gli austriaci coniarono una moneta da 20 soldi d'argento con lo stemma dei Gonzaga al dritto e due pissidi al rovescio. Nel 1799 la città era in mano francese, assediata dagli austriaci: furono coniate monete da 10 e 5 soldi in mistura e da un "SOLDO DI MILAN" di bronzo. Mantova è fra tutte le città italiane quella che offre un maggior numero di monete ossidionali, con oltre dieci.
Nello Stato Pontificio nel periodo 1798-1799 furono coniate moltissime monete, con un elevato numero di varianti. Le zecche attive furono Roma, Ancona, Bologna, Ascoli, Camerino, Fermo, Foligno, Gubbio, Macerata, Pergola, Perugia e Spoleto per le forze rivoluzionarie. Monete furono coniate dagli austriaci a Ronciglione e dai napoletani a Roma.
Palmanova fu assediata nel 1814 dalle truppe austriache. I francesi coniarono due monete, da 25 e 50 centesimi. Cattaro invece subì l'assedio inglese nel 1813; in questa città i francesi coniarono monete da 10, 5 ed 1 franco d'argento.
Anche Zara fu assediata dalle truppe austriache: furono emesse due monete d'argento denominate in once. Quella di minor valore recava l'indicazione di valore pari a 4,60 franchi, mentre l'altra aveva l'indicazione di un valore pari a 9,20 franchi. Il peso era rispettivamente di 29,67 e 59,57 grammi.
Nel 1848 Mantova fu assediata dall'esercito sabaudo durante la prima guerra di indipendenza. Il comandante austriaco fece coniare tre monete dai valori di 1 fiorino, 20 e 3 Kreuzer.
Durante la Repubblica Romana del 1849, furono battute monete dalle zecche di Roma, Ancona e Bologna.

## Francia
In Francia sono note tra le altre le emissioni dell'assedio di Magonza del 1793 dove il generale francese Oyré fu bloccato dall'esercito prussiano. Durante questo assedio furono battuti solo quattro pezzi: 1 sol, 2 sol, un'altra moneta da 2 sol e 5 sol. Erano tutti pezzi in bronzo, incisi da Jacques Stieler. Il loro peso non era costante e variava tra 6,5 e 7,5 g.
Nell'assedio di Anversa, nel 1814, in cui le truppe napoleoniche difendevano la città, i cantieri navali e l'arsenale della marina, per rispondere alla penuria di numerario furono invece emessi pezzi ossidionali con molti varianti diverse. Furono battuti nove diversi tipi di monete da 5 centime con il monogramma N di Napoleone Bonaparte. Le monete furono in generale battute in bronzo o rame rosso ma ne esistono esemplari più rari in ottone, piombo ed argento.
Dopo l'abdicazione di Napoleone il 6 aprile e l'ascesa al trono di Luigi XVIII, il governatore delle piazza di Anversa, il generale Lazare Carnot, fece sostituire il monogramma N da due lettere LL intrecciate. Furono battuti un totale di cinque tipi di monete da 5 centime con il monogramma LL.
Per i pezzi da 10 centime il numero delle varianti sono dieci tipi con il monogramma N e sette con le due lettere LL.

## Germania
Famose monete ossidionali sono quelle di Jülich coniate durante l'assedio del 1610 dal comandante Johann von Rauschenberg, che usò l'argenteria tagliandola in pezzi su cui furono apposte delle contromarche per assegnare i valori che andavano da 1 a 10 Gulden.
Inoltre, durante l'assedio di Kolberg del 1807, il generale August Neidhardt von Gneisenau, comandante della città durante l'assedio stretto dalla truppe napoleoniche fece creare dei buoni di cartone (Pappcoupon) delle dimensioni di circa 6,4 × 4,4 cm con "königliche Garantie" (garanzia del re) che furono scritti a mano dalle studentesse del locale liceo.

## Inghilterra
Durante la guerra civile inglese, Carlo I d'Inghilterra fece coniare monete nel corso degli assedi di Newark e di Carlisle.

## Paesi Bassi
Le monete ossidionali più note sono quelle degli assedi di Amsterdam, Leida e Groninga, ove furono coniate per pagare il soldo dei difensori.